# Kostandin Kristoforidhi
Kostandin Kristoforidhi (görög névváltozata Kónsztantinosz Hrisztoforidész; Ilbaszan, 1827. május 22. – Ilbaszan, 1895. március 7.) albán filológus, Biblia-fordító, nyelvész, szótáríró, tanár. A 19. század végi albán nemzeti mozgalom kiemelkedő alakja, az Újszövetség első albán fordítójaként és az első korszerű albán nyelvtan szerzőjeként jelentősen hozzájárult az egységes irodalmi nyelv kialakulásához, „az albán nyelv atyja”.

## Életútja
Kostandin Ndelka vagy Nelko néven született Ilbaszanban, a mai Elbasanban egy ortodox ezüstműves fiaként. Születési ideje körül sok a szakirodalmi bizonytalanság: a szülővárosában álló szobrán az 1826-os évet jelölték meg, egyes szerzők az 1830-as évet adják meg, de az írott források legtöbbjében az 1827-es év, Robert Elsie-nél pedig a pontos 1827. május 22-ei dátum szerepel.
Alapiskoláit szülővárosában járta ki, majd 1847-től 1850-ig a janinai Zoszimaia középiskolában tanult. Diákévei során kötött ismeretséget az Osztrák Császárság janinai konzuljával, Johann Georg von Hahnnal, akit megtanított albánul. Emellett segédkezett albán–német szótára összeállításában is, amely végül albán nyelvészeti fejtegetésekkel együtt Hahn 1854-ben Jénában kiadott, háromkötetes Albanesische Studien című művében jelent meg. A Zoszimaia elvégzése után, 1850-ben Tiranban (ma Tirana) telepedett le, ahol 1854-ig, majd egy kis kitérőt követően 1856-ban ismét a helyi görög iskolában tanított, ahol a nemzeti érzelmű Seit Toptani buzdítására titokban albán nyelven tartotta az óráit. Időközben Ilbaszanban és Arnavud Belgradban (Berat) is tanítóskodott, illetve Diracsban (Durrës) élő nagybátyjának segített üzleti vállalkozásában.
1857-ben Izmirben járt. Vélhetően ott került először kapcsolatba amerikai protestáns misszionáriusokkal, akiknek jóvoltából a British and Foreign Bible Society konstantinápolyi kirendeltsége megbízta a Biblia albán nyelvre való átültetésével. Kristoforidhi 1857-től 1861-ig előbb Máltán, majd 1861-től 1865-ig Tuniszban letelepedve dolgozott a fordításon. Tuniszi évei során megházasodott, emellett a helyi görög iskola tanára is volt. 1865-ben visszatért Konstantinápolyba, és a helyi albán értelmiségi körök egyik vezető alakja lett. 1867-ben emigrációbeli társaival albán nemzeti társaságot alapítottak, amelynek titkolt célja a nemzeti albán nyelv és ábécé kidolgozása lett volna, és bár eleinte élvezték a nagyvezír, Mehmed Emin Ali pasa támogatását, de ő a valódi szándékot megneszelve feloszlatta a társaságot. 1871-ben ismét próbát tettek egy albán társaság alapításával, de igyekezetük a diván ellenállásán ezúttal is elbukott.
Kristoforidhi 1874-ben egy a Biblia isteni eredete fölött folytatott teológiai vita során összekülönbözött munkaadóival, aminek következményeként a British and Foreign Bible Society elbocsátotta. Visszatért albán földre, és eleinte Tiranban tűzifa- és faszénárusként próbálta eltartani családját, majd egy kisebb kávéházat nyitott, 1877-től pedig házában titkos albán iskolát működtetett. 1878-ban helyzete ismét rendeződött, amikor egy bizonyos Alexander Thomson közbenjárására a British and Foreign Bible Society megújította szerződését Kristoforidhival, aki családjával együtt ismét Konstantinápolyba költözött. Egyfelől folytatta fordítói munkáját, másfelől ismét belevetette magát a konstantinápolyi albán diaszpóra nemzeti mozgalmába. Csatlakozott az 1877 decemberében Abdyl Frashëri elnökletével alapított Sztambuli Bizottsághoz (Komiteti i Stambollit) – teljes nevén a Központi Bizottság az Albán Nemzet Jogainak Megvédéséért (Komitet Qendror për Mbrojtjen e të Drejtave të Kombësisë Shqiptare) szervezethez –, amely végül a Prizreni Liga megszületésének közvetlen szervezeti előzménye lett.
1884-ben Kristoforidhi végleg visszatért hazájába. Először megkísérelt hivatalos úton albán tannyelvű iskolát nyitni Tiranban, de próbálkozásai rendre kudarccal zárultak, ezért titokban folytatta tovább az oktatótevékenységet. 1888-ban Ilbaszanban bírói megbízatást kapott, amelyet 1895. március 7-én bekövetkezett haláláig betöltött. Szülővárosában, a görögkeleti Szűz Mária-templom kertjében temették el, sírja és mellszobra ma is ott található meg.
Mellékági utódja, dédunokaöccse volt Dhimitër Shuteriqi (1915–2003) irodalomtörténész, író.

## Munkássága
Kristoforidhi munkásságának egyik leghangsúlyosabb vonulata Biblia-fordítói tevékenysége. Elsőként fordította le az Újszövetséget albán nyelvre, annak mindkét fő nyelvjárására, gegre és toszkra egyaránt. Különösen értékes munkája annak fényében, hogy az ortodox  egyház elöljárói a görög nyelvű liturgiához ragaszkodva messzemenően ellenezték munkáját. Saját bevallása szerint nagy hatással volt rá a 16. századi Pjetër Bogdani tiszta albánsága, és ez a purista, egységesítő szándék Kristoforidhi munkáin is érződik. Először 1866-ban az evangélium fordításával végzett, majd 1872-ben Konstantinápolyban a teljes Újtestamentumot kiadta geg, 1879-ben pedig toszk nyelvjárásban is. Munkája során nem dolgozott ki egységes albán ábécét, a geg kiadást latin, a toszkot pedig görög betűkből továbbképzett írásrendszerrel készítette elő. Bár már korábban elkezdett dolgozni az Ószövetség fordításán is, és 1868-ban befejezte A zsoltárok könyvének toszk, 1869-ben geg változatát, a további könyveken csak az Újtestamentum kiadása után dolgozott. 1880-ra készült el Mózes első és második könyvével, 1882-ben Mózes ötödik könyvét, újabb két év elteltével, 1884-ben pedig az Énekek énekét és Izajás könyvét fejezte be. Ezt követően hagyta el végleg Konstantinápolyt, és nem ismert, hogy élete hátra lévő részében folytatta volna az Ószövetség fordítását. A fordításaihoz kidolgozott, 1867–1868-ban publikált módosított latin és görög ábécéket bár az 1870-es évek végén szórványosan használták pamfletekhez és röpiratokhoz, de végül nem terjedtek el.
Hasonlóképp jelentős volt nyelvészi munkássága, amivel szintén úttörő szerepet játszott az albán művelődéstörténetben. Nevéhez fűződik az első korszerű albán (toszk) leíró nyelvtan kidolgozása, amelyet görögül jelentetett meg 1882-ben Konstantinápolyban Γραμματική τῆς γλώσσης κατὰ τὴν τοσκικὴν διάλεκτον / Gramatiké tész glószosz katá tén toszkikén diálekton (’A toszk nyelvjárás grammatikája’) címen. Halála előtt készült el albán–görög szótárjával, amely csak posztumusz, 1904-ben jelent meg Athénban Λεξικόν της αλβανικήσ γλώσσησ / Lehikón tész albanikész glószosz (’Az albán nyelv szótára’) címmel. Ezt a munkáját 1961-ben Aleksandër Xhuvani rendezte sajtó alá Albániában, és mindmáig a legjobb albán szótárak között tartják számon.
Mindezek mellett több albán nyelvű tankönyv és iskolai szöveggyűjtemény szerkesztése és kiadása fűződik a nevéhez, valamint vallási könyveket és kalandregényeket is írt gyermekek számára (Historia e shenjtësë shkroyë për dielmt, ’A Szentírás története gyerekek számára’ Konstantinápoly, 1870; Gjahu i malësorëvet, ’Hegyvidéki vadászat’, Konstantinápoly, 1884).

## Emlékezete

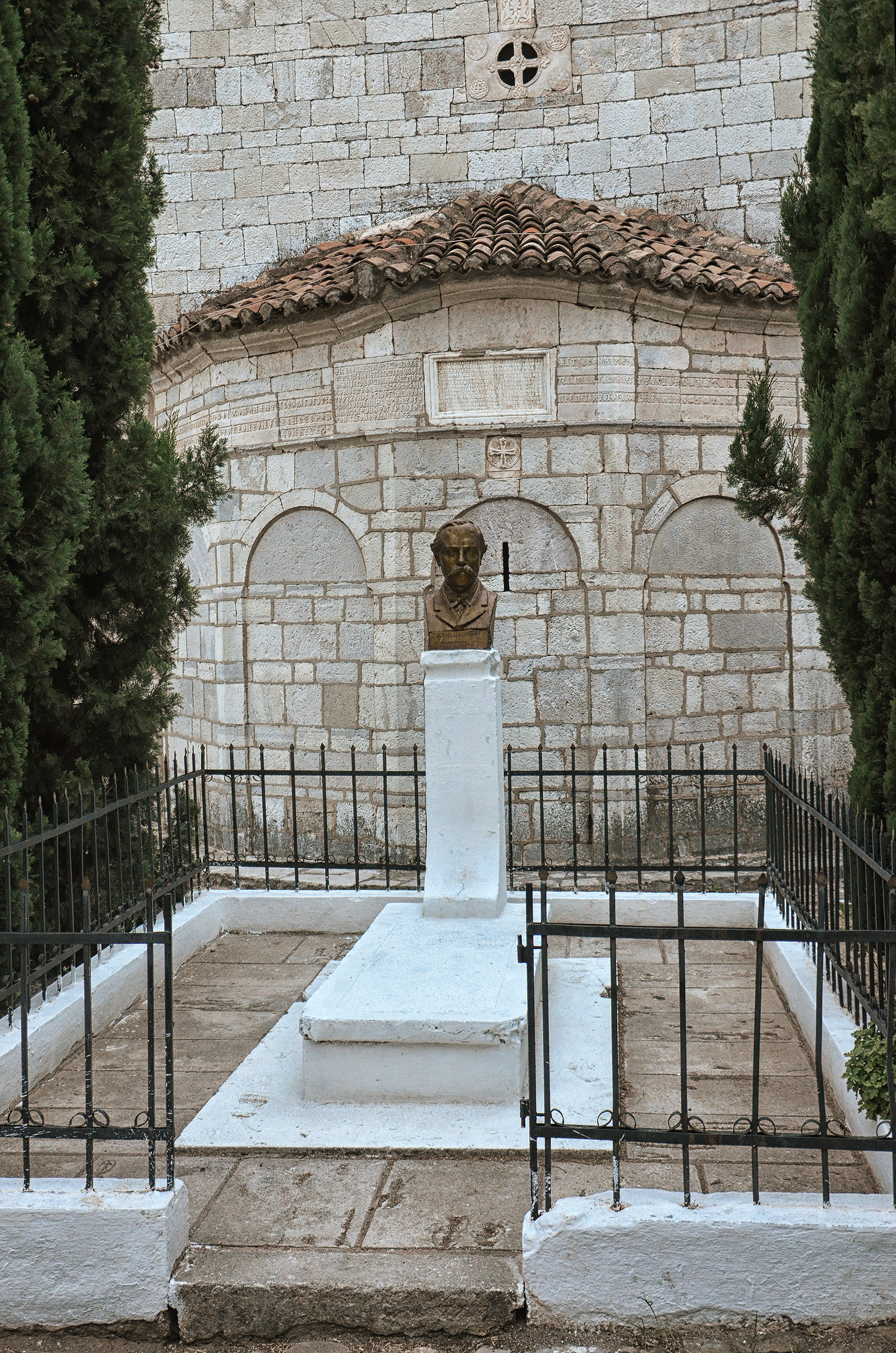
Kristoforidhi síremléke az elbasani Szűz Mária-templom udvarán (2018)

Az utókor értékelése szerint Kostandin Kristoforidhi az albán nemzeti mozgalom egyik legjelesebb alakja, aki fordítói és nyelvészi munkásságával jelentősen hozzájárult az albán nyelvi norma és a korszerű irodalmi nyelv kialakulásához. Gyakran „az albán nyelv atyja”-ként (babai i gjuhës shqipe) vagy az „albán Luther”-ként (Lutheri shqiptar) hivatkoznak rá. Újszövetség-fordítása nagy hatással volt Fan Nolira, és szövegét tették meg az 1922-ben önállósodott albán ortodox egyház liturgiájának alapjává. Személyét a mai napig tisztelet övezi Albániában, különösen Elbasanban. Szülőhelyén szobra áll a város főutcáján, a Qemal Stafa úton, a vár falán, a Bazárkapu közelében pedig egy emléktáblát helyeztek el, amelyen a tőle származó idézet mellett a gyerekeket tanító Kristoforidhi idealizált alakja látható. A Szűz Mária-templom kertjében áll mellszobrával díszített sírja. Életművének jelentőségét az albánság egésze elismeri, ennek egyik jele volt, hogy az 1984-ben a Pristinai Egyetemen szervezett nemzetközi albanológiai szemináriumon egy teljes, tizenöt előadást felvonultató ülésszakot szenteltek Kristoforidhinak.
Általános tiszteletének kialakulásában közrejátszott az is, hogy a második világháborút követő pártállami időszakban nemcsak hogy elkerülte a „klerikális, reakciós nacionalista” bélyegét, hanem a múlt kevés számú nagyjai között emelték piedesztálra a személyét. Posztumusz megkapta A Nép Tanítója kitüntetést és a Szabadság Érdemérmet, szobrot kapott Elbasanban, sírja pedig a kiemelt nemzeti kegyeleti emlékhelyek egyike lett. Emlékezetének torzulását jelzi a tény, hogy a pártállami korszakban született történeti monográfiában olyan életrajzi epizódok szerepelnek Kristoforidhiről, amelyek semmilyen más forrásban nem bukkannak fel (Angliában végzett tanulmányokat, 1864-ben albán közművelődési és oktatásügyi társaságot alapított Konstantinápolyban, 1876-ban a nagyvezír személyesen Kristoforidhinak tett szemrehányást az albánok nemzeti törekvéseiért, lefordította a teljes Bibliát és ő alkotta meg az első albán ábécét stb.).